# Josh Bazell
Josh Bazell (1970) è uno scrittore statunitense.

## Biografia
Laureatosi alla Brown University in letteratura inglese, ha poi svolto il dottorato (sempre in letteratura inglese) alla Duke University, e successivamente si è laureato in medicina alla Columbia University. Si è poi specializzato in psichiatria alla University of California di San Francisco. Attualmente risiede a Brooklyn.
Nel 2009 ha esordito come scrittore pubblicando il suo primo romanzo, Vedi di non morire, scritto durante il suo praticantato in ospedale, in cui Bazell inventa l'eccentrica figura di Peter Brown, ex killer ora medico d'ospedale. Il romanzo è stato un grande successo mondiale, tradotto in 32 lingue, facendo di Bazell uno degli autori più interessanti della letteratura americana contemporanea. Nel 2012 è uscita la sua seconda opera, A tuo rischio e pericolo, che vede protagonista ancora Peter Brown.

## Opere
- Vedi di non morire (Beat The Reaper, 2009) ISBN 978-88-06-19558-8
- A tuo rischio e pericolo (Wild Thing, 2012) ISBN 978-88-06-19559-5